# Эрль (Тироль)
Эрль (нем. Erl) — коммуна в Австрии, в федеральной земле Тироль.
Входит в состав округа Куфштайн. Население составляет 1429 человек (на 31 декабря 2005 года). Занимает площадь 27,0 км². Официальный код — 70 510.

## Политическая ситуация
Бургомистр коммуны — Георг Айхер-Хехенбергер (GFE) по результатам выборов 2004 года.
Совет представителей коммуны (нем. Gemeinderat) состоит из 13 мест.
- Партия (GFE) занимает 6 мест.
- местный блок: 4 места.
- СДПА занимает 2 места.